# Far East Man
Pistes de Dark Horse
Dark Horse It Is "He" (Jai Sri Krishna)
Far East Man est une chanson composée en 1973 à Friar Park par George Harrison (ex-Beatles) et son ami Ron Wood (Faces). Elle est publiée pour la première fois en septembre 1974 sur l'album I've Got My Own Album to Do de ce dernier, avec une participation de Harrison à la guitare.
Trois mois plus tard, Harrison en présente lui-même une version aux paroles remaniées et améliorées pour son album Dark Horse, avec la participation des musiciens recrutés pour sa tournée, notamment Billy Preston et Tom Scott. L'album est très peu apprécié par la critique et le public à sa sortie. Cependant, avec le temps, Far East Man a été jugée par plusieurs journalistes comme une très belle chanson.

## Personnel sur l'album de Ron Wood
- Ron Wood : chant, guitare électrique, chœurs
- George Harrison : guitare slide, chœurs
- Mick Taylor : basse
- Ian McLagan : piano électrique
- Jean Roussel : orgue
- Andy Newmark : batterie

## Personnel sur l'album de George Harrison
- George Harrison – chant, guitare électrique, guitare slide, chœurs
- Tom Scott : saxophone, arrangements
- Billy Preston : piano électrique
- Willie Weeks : basse
- Andy Newmark : batterie, shaker, tambourin